# Цангери, Ренато
Ренато Дзангери  (итал. Renato Zangheri; 8 апреля 1925, Римини — 6 августа 2015, Имола) — итальянский политический и государственный деятель, деятель итальянского рабочего движения, историк в области аграрной истории Италии. Мэр Болоньи (1970–1983).

## Биография
Окончил Болонский университет, защитив диссертацию по проблемам и аспектам итальянского социализма. С 1960-х годов был профессором экономической истории в Университете Триеста и истории экономических учений в Болонье. Читал лекции в университетах Рединга, Барселоны, Колумбии, Нью-Йорка, Йеля и Гарварда. 
С 1944 до 1991 года — член Итальянской коммунистической партии (ИКП). В 1945—1956 годах — член руководящих комитетов местных организаций ИКП в Римини, Форли и Болонье. В 1946 году он был одним из руководителей еженедельной газеты Città Nuova, затем вошёл в редакционный комитет марксистского историографического журнала Movimento operaio, руководил журналами Emilia и Stuidi Storici. 
В 1956 году стал коммунальным асессором в Болонье, в 1960 г. — членом ЦК ИКП. После Венгерской революции 1956 года Дзангери подписал обращение историков, одобряющее поддержку Джузеппе Ди Витторио бастующих рабочих, вопреки линии партийного руководства  С 1960 по 1964 год Дзангери отвечал за культурные учреждения города. 
29 июля 1970 года избран мэром города Болонья и переизбирался в 1975 и 1980 годах, руководя городом в Свинцовые семидесятые, когда город столкнулся с неофашистским террором (включая подрыв вокзала Болоньи, убивший 85 человек), катастрофой рейса DC-9 над Тирренским морем, социальными беспорядками и столкновениями. 
В этом поляризованном политическом климате Дзангери выступал за компромисс с зарождающимся молодёжным движением. Он организовывал культурные мероприятия, например, пригласил выступить в городе панк-группу The Clash. Такая политика позволила ему преодолеть напряжённость между традиционными коммунистами в руководстве ИКП и новыми левыми из студенческих движений 1960-х годов. Его рассматривали как одного из возможных преемников Энрико Берлингуэра на посту лидера компартии, но в 1984 году он уступил Алессандро Натте. 
Член Палаты депутатов Италии с 1983 года, переизбран на всеобщих выборах 1987 года. С 1986 по 1990 год Зангери был лидером фракции Итальянской коммунистической партии. Во время своих визитов в Рим Дзангери часто встречался с кругом друзей из Романьи, среди которых были журналист Серджио Дзаволи, художник Альберто Суги, кинорежиссёр Федерико Феллини и поэт Тонино Гуэрра. 
В 1991—1998 годах был членом Демократической партии левых сил Италии. Затем до 2007 года состоял в партии Левые демократы и Демократической партии Италии.
После окончания политической карьеры Цангери вернулся к преподаванию в университете. Он был ректором Университета Сан-Марино с 1991 по 1994 год. В 1998 году Министерство культурного наследия назначило Дзангери во главе научной комиссии по национальному изданию трудов Грамши.
Научные труды Дзангери касались распределения земельной собственности в XIX веке, земельных кадастров как исторических источников, распределения доходов в период докапиталистического развития, учения физиократов и истории социализма, включая исследования Антонио Грамши и Андреа Косты. Некоторое время был президентом Института Грамши. Среди самых популярных публикаций Дзангери — история итальянского социализма, опубликованная издательством Einaudi с 1993 года.
Умер от Болезни Альцгеймера.

## Избранные публикации
- La proprieta terriera e le origini del Risorgimento nel Bolognese, v. 1 (1789— 1804), Bologna, 1961.